# 유대현
유대현(1979년 10월 8일 ~ )은 대한민국의 전직 스타크래프트 프로게이머 출신 게임 해설자이다. [NC]...nO.1라는 아이디를 사용하며, 종족은 테란이다. 우주방어테란이라는 별명을 가지고 있다. 원래 본명은 유병준이었으나 2010년 4월 유대현으로 개명하였다.

## 약력
1세대 프로게이머로서 임성춘, 변성철, 김대건, 강도경 선수와 어깨를 나란히 한 ‘최강 우주방어 테란’이란 닉네임으로 한 시대를 풍미했다.
1999년 골드뱅크배 KGL대회를 우승, 2001년 iTV 서바이벌 프로리그 준우승, 2001년 KPGA 8월투어와 2001년 한빛소프트배 온게임넷 스타리그 본선 진출을 기록한 바 있는 유대현은 현재 온게임넷 해설을 맡고 있는 김정민 해설을 비롯해 최인규, 이재훈 선수와 함께 당시 GO팀(현 CJ 엔투스) 소속이었다.
2003년 챌린지 리그를 마지막으로 군에 입대하였다. 군복무를 마친 유대현 해설은 평소 친분이 있던 MBC게임에서 함께 일하고 싶은 의지를 꾸준히 내비치던 중 원래 서바이버리그에서 해설을 맡고 있던 임성춘 해설이 방위산업체에 들어가게 되면서 그 바톤을 이어받아 2006년부터 해설자로 데뷔하게 됐다.

2011년까지 MBC게임의 해설자로 활동하다가 2012년 2월 1일 MBC게임의 음악 채널 변경으로 인해 게임 중계가 불가능해지자 동료 이승원과 함께 2011년 11월부터 온게임넷으로 합류하였다.
2012년 11월 곰TV의 주관 해외 대회인 IPL의 리그 오브 레전드 해설을 맡게되면서 곰TV로 이직하게 되었다.
2013년 4월 22일부터 SPOTV 프로리그 월요일 해설을 맡게 되었고, 나이스 게임 TV에서 스타2 천기누설 진행을 맡게 되었다.
2014년부터 SPOTV 게임즈에서 스타크래프트 II 해설을 맡고 있으며, 헝그리앱TV에서 각종 스타크래프트 관련 리그와 헝무도 리턴즈, 월드 오브 탱크 리그전 등 다양한 중계를 하였다.
2016년에는 SPOTV 게임즈에서 캐스터 겸 해설로 중계를 하며, 우리동네게임리그에서 한승엽 해설과 같이 호흡을 맞췄다.
2020년 SPOTV 게임즈의 STATV 채널변경으로 해설을 그만두게되었다.

## 수상 경력
- 1999년 골드뱅크배 제 1회 KGL 우승
- 1999년 데미소다배 스타크래프트 최강전 준우승
- 2001년 iTV 써바이벌 프로리그 준우승
- 2001년 GGTV 스타워즈배 스타최강전 준우승
- 2001년 ZZGame 프로게이머 초청전 준우승
- 2001년 2001년 KPGA 8월투어 16강
- 2001년 2001년 한빛소프트배 온게임넷 스타리그 16강